# توشيو إيكيدا
توشيو إيكيدا (باليابانية: 池田敏雄؛ بالكانا: いけだ としお) هو مهندس ياباني، ولد في 7 أغسطس 1923 في طوكيو في اليابان، وتوفي في 14 نوفمبر 1974.